# Liga ASOBAL 2006–07

## Clasament final
|     | Echipă               | P  | W  | D | L  | G+  | G-  | Dif  | Pts |
| --- | -------------------- | -- | -- | - | -- | --- | --- | ---- | --- |
| 1C  | BM Ciudad Real       | 30 | 28 | 1 | 1  | 988 | 797 | 191  | 57  |
| 2   | Portland San Antonio | 30 | 25 | 3 | 2  | 931 | 772 | 159  | 53  |
| 3   | Caja España Ademar   | 30 | 23 | 3 | 4  | 937 | 819 | 118  | 49  |
| 4   | FC Barcelona-Cifec   | 30 | 22 | 2 | 6  | 966 | 845 | 121  | 46  |
| 5   | BM Valladolid        | 30 | 17 | 5 | 8  | 931 | 869 | 62   | 39  |
| 6   | CAI BM Aragón        | 30 | 17 | 0 | 13 | 907 | 891 | 16   | 34  |
| 7   | Fraikin Granollers   | 30 | 12 | 1 | 17 | 787 | 848 | -61  | 25  |
| 8   | JD Arrate            | 30 | 11 | 1 | 18 | 837 | 855 | -18  | 23  |
| 9   | Keymare Almería      | 30 | 8  | 6 | 16 | 778 | 840 | -62  | 22  |
| 10  | BM Torrevieja        | 30 | 8  | 5 | 17 | 798 | 891 | -93  | 21  |
| 11  | Algeciras BM         | 30 | 8  | 4 | 18 | 842 | 876 | -34  | 20  |
| 12  | BM Altea             | 30 | 9  | 2 | 19 | 807 | 860 | -53  | 20  |
| 13  | BM Antequera         | 30 | 8  | 4 | 18 | 813 | 857 | -44  | 20  |
| 14  | Darien Logroño       | 30 | 7  | 4 | 19 | 781 | 865 | -84  | 18  |
| 15R | Teka Cantabria       | 30 | 7  | 3 | 20 | 822 | 923 | -101 | 17  |
| 16R | Bidasoa Irún         | 30 | 7  | 2 | 21 | 770 | 887 | -117 | 16  |

| Liga Campionilor EHF Masculin | EHF Cup Winners' Cup | Cupa EHF Masculin | Retrogradată |

## Golgheteri
| Jucători          | Goluri | Echipă               |
| ----------------- | ------ | -------------------- |
| Davor Cutura      | 221    | JD Arrate            |
| Eduardo Coelho    | 200    | Algeciras BM         |
| Håvard Tvedten    | 192    | CB Ciudad de Logroño |
| Alen Muratović    | 189    | BM Valladolid        |
| Eric Gull         | 181    | BM Valladolid        |
| Iker Romero       | 172    | FC Barcelona Handbol |
| Juanín García     | 161    | FC Barcelona Handbol |
| Renato Vugrinec   | 153    | Portland San Antonio |
| Renato Vugrinec   | 152    | BM Altea             |
| Cristian Malmagro | 147    | BM Granollers        |
| Marko Krivokapic  | 140    | BM Granollers        |

## Top goalkeeperi
| Jucător                 | Lovituri salvate | Lovituri | Echipă               |
| ----------------------- | ---------------- | -------- | -------------------- |
| Iñaki Malumbres         | 315              | 1009     | JD Arrate            |
| Jorge Martínez          | 310              | 992      | CB Cantabria         |
| Danijel Šarić           | 303              | 826      | CB Ademar León       |
| Vicente Alamo           | 286              | 881      | BM Granollers        |
| Diego Moyano            | 275              | 828      | CB Torrevieja        |
| Ole Everik              | 251              | 830      | CD Bidasoa           |
| José Manuel Sierra      | 247              | 827      | CB Valladolid        |
| Kasper Hvidt            | 223              | 648      | Portland San Antonio |
| Kostantinos Tsilimparis | 223              | 693      | Algeciras BM         |
| Árpád Sterbik           | 222              | 610      | BM Ciudad Real       |
| José Javier Hombrados   | 218              | 595      | BM Ciudad Real       |